# 唐洪军
唐洪军（1961年—），四川内江人，汉族，中华人民共和国政治人物、第十二届全国人民代表大会重庆地区代表。
毕业于四川农业大学作物遗传育种专业。加入中国共产党。担任重庆市农业科学院院长、党委书记。2008年起担任全国人大代表。2013年，担任全国人大代表。